# La domenica mattina
La domenica mattina è il terzo album del gruppo musicale italiano Matrioska, pubblicato nel 2002.

## Tracce
1. Non voglio più
2. La domenica mattina
3. È solo un gioco
4. Ci vuole serietà
5. Lezioni di mineralogia
6. Mi viene naturale
7. Immagini
8. Senza scampo
9. Mary
10. Mentre tutto cambia